# Віґдіс Йорт
Віґдіс Йорт (норв. Vigdis Hjorth; нар. 19 липня 1959, Осло, Норвегія) — норвезька письменниця, авторка понад 20 книжок для дітей та дорослих. Її книжки перекладені данською, ісландською, російською, шведською, фінською, німецькою та українською мовами.

## Біографія
Народилася та виросла в Осло. З дитинства писала пісні і сценарії для театральних вистав. В університеті вивчала філософію, літературу, політологію. Згодом працювала у дитячих редакціях на радіо та телебаченні. До 1987 року була відома передусім як дитяча письменниця.
Жила в Копенгагені, Бергені, а також Швейцарії та Франції. Сьогодні разом з трьома дітьми живе на острові Несоя в Аскері.
У 2016 році Віґдіс Йорт відвідала «Книжковий Арсенал» у Києві, де провела кілька майстер-класів та стала учасницею дискусії «Скандинавська панель» за участі «Видавництва Старого Лева» та за підтримки видавництва NORLA і Посольства Норвегії в Україні.

## Нагороди
- 1983 — Премія Міністерства культури Норвегії «За дитячу та юнацьку літературу» за книжку «Pelle-Ragnar i den gule gården»;
- 1984 — Премія Асоціації норвезьких критиків за «Йорґен + Анна = любов»;
- 2014 — Норвезька літературна премія Браґі (Brageprisen).

## Екранізації
У 2011 році в Норвегії була знята однойменна стрічка «Jørgen + Anne = sant», більше відома у світі під назвою «Найсправжнісіньке кохання» (Totally True Love).

## Українські переклади
Йорт, В. Йорґен + Анна = любов [Текст]: роман / Віґдіс Йорт ; пер. з норв. Наталії Іваничук ; оформ. А. Стефурак. — Львів : Видавництво Старого Лева, 2014. — 160 с. — ISBN 978-617-679-089-1  [Архівовано 6 травня 2016 у Wayback Machine.].

### Рецензії
- Н. Білецька. Кохання, коли тобі десять [Архівовано 30 липня 2016 у Wayback Machine.] («Видавництво Старого Лева», 10.10.2014)
- Что может быть интереснее первой любви, особенно когда тебе всего 10 лет («WoMO», 13.10.2014)
- В. Вітер. Дорослий світ дитинства [Архівовано 31 жовтня 2014 у Wayback Machine.] («Друг Читача», 17.10.2014)
- М. Ясіновська. Дитячий експерт. Віґдіс Йорт «Йорґен+Анна=любов» [Архівовано 14 вересня 2016 у Wayback Machine.] («kazkarka.com», 01.11.2014)
- Христя Нечитайко. Сердечки на полях [Архівовано 8 грудня 2018 у Wayback Machine.] («Читацькі нотатки Христі Нечитайко», 06.11.2014)
- Х. Содомора. Перше кохання і легенда Розбійницького саду [Архівовано 19 квітня 2015 у Wayback Machine.] («Читомо», 04.02.2015)
- І. Комаренець. Ідеальний любовний роман… про четвертокласників [Архівовано 5 квітня 2016 у Wayback Machine.] («Букмоль», 12.02.2015)